# Cantón Saquisilí
El cantón Saquisilí está situado en la provincia de Cotopaxi, sierra central del Ecuador. El cantón se sitúa entre las cotas 2900 y 4200 m s. n. m. La temperatura media es de 12 °C.
El 65% de la población es indígena y, el 35% población mestiza. El Cantón Saquisilí fue fundado el 18 de octubre de 1943.
De acuerdo con el Sistema Integrado de Indicadores Sociales del Ecuador, SIISE, la pobreza por necesidades básicas insatisfechas, alcanza el 84,16% de la población total del cantón. La población económicamente activa alcanza a 8.279 habitantes (2001). La ciudad de Saquisilí forma parte de la conurbación denominada La Gran Latacunga o LGL, conformada por áreas urbanas y parroquias próximas a la misma.

## División política
En la actualidad el cantón cuenta con cuatro parroquias; tres rurales y una urbana que son las siguientes:

### Parroquia urbana
- Saquisilí

### Parroquias rurales
- Canchagua
- Chantilín
- Cochapamba

## Características demográficas
De acuerdo con los datos presentados por el Instituto Nacional de Estadísticas y Censos (INEC), del último Censo de Población y Vivienda, realizado en el país (2001), Saquisií presenta una base piramidal ancha, que representa una población joven, a expensas de los grupos de edad comprendidos entre 0-19 años, y un predominio del sexo femenino. La tasa media de crecimiento anual de la población es de 4,4% (periodo 1990-2001).
En el área rural del cantón se encuentra concentrada un 74,8% de la población de Saquisilí. La población femenina alcanza el 53%, mientras que la masculina llega al 47%. El analfabetismo en mujeres es del 29,16%, mientras que en varones es del 13,84%.

## Servicios básicos
Un significativo porcentaje de la población carece de alcantarillado: lo posee el 25% de viviendas, mientras que el 61,25% dispone de algún sistema de eliminación de excretas.
Otros indicadores de cobertura son:
- Agua entubada por red pública dentro de la vivienda: 26%.
- Energía eléctrica 81,88%.
- Servicio telefónico 15,08%.
- Servicio de recolección de basuras: 18,52% de las viviendas.

En síntesis, el déficit de servicios residenciales básicos alcanza el 86,33% de viviendas.